# Zál

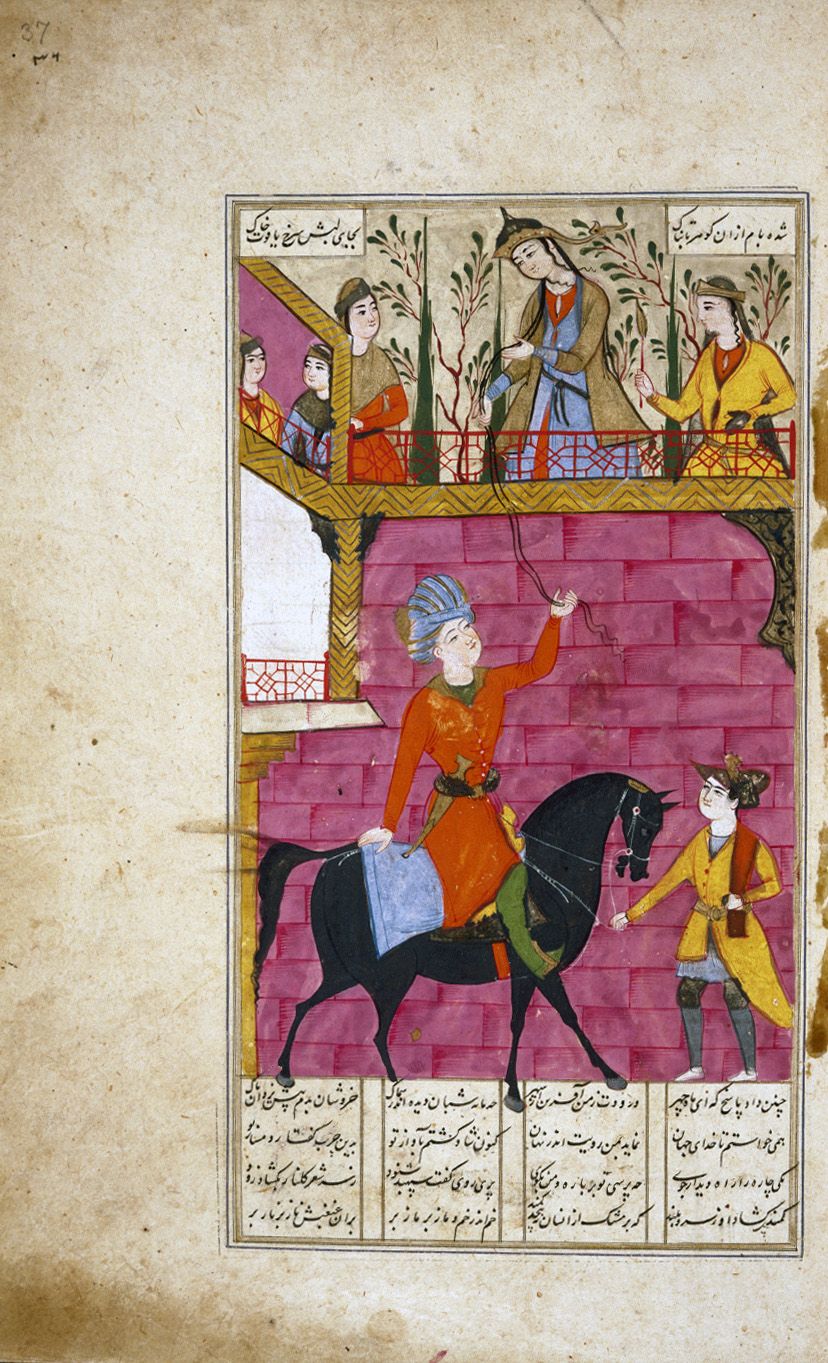
Zál se setkává s Rúdábe, perská ilustrace k Šáhnáme ze 17. století

Zál, též Dastán, Zar, and Zál-e Zar je v perské mytologii vládce Sístánu, syn Sáma a otec hrdiny Rustama. Jeho syn je hlavní postavou eposu Šáhnáme a on sám je také významnou postavou tohoto díla. Příběh o Zálovi a Rustamovi má nejspíše sacký původ a plně se snad rozvinul v období Parthské říše. Jméno Zál bývá odvozována od Zarang, parthského označení Drangiány-Sistánu, nebo od Zurvána, boha času. Jarsanisté považují Zála společně s Rustamem a Símurgem za jedno z vtělení Božího světla, jezídové tyto postavy a navíc kováře Kávu zase považují za vtělení Meleka Táúse.
Podle Šáhnáme Sám, vládce Sístánu a nejvýznamnější velmož Íránu, dlouho neměl děti, dokud mu jedna z jeho konkubín neporodila krásného chlapce s bílými vlasy, Zála. Sám se domníval, že novorozenec je dítětem daévů či Ahrimana, tak ho nechal pohodit v pohoří Alborz. Tam se Zála ujal pták Símurg. Hrdina nakonec vyrostl v krásného mladého muže vynikajícího fyzickou silou a zvěsti o něm se dostaly až na Sámův dvůr, tak se otec vydal hledat svého ztraceného syna. Símurg Zálovi na rozloučenou daroval jedno své pero, které obsahovalo královskou slávu – farr. Poté se Zál se Sámem navrátili do Sistánu a pobývali zde, dokud nebyl mladík povolán na dvůr šáha Mahučehra, kde byl zahrnut poctami, dary a vládou nad několika provinciemi. Stal se spravedlivým vládcem a nadšeným učencem a také se zamiloval do Rúdábe, dcery kábulského krále, a vzal si ji za manželku. Spolu pak měli syny Rustama a Zaváru, s otrokyní pak Zál zplodil i dalšího syna jménem Šagád.